# Trichomanes sublabiatum
Trichomanes sublabiatum är en hinnbräkenväxtart som beskrevs av V. d. Bosch. Trichomanes sublabiatum ingår i släktet Trichomanes och familjen Hymenophyllaceae. Inga underarter finns listade.